# Cyrtopodium paniculatum
Cyrtopodium paniculatum är en orkidéart som först beskrevs av Hipólito Ruiz López och Pav., och fick sitt nu gällande namn av Leslie Andrew Garay. Cyrtopodium paniculatum ingår i släktet Cyrtopodium, och familjen orkidéer. Inga underarter finns listade i Catalogue of Life.